# Mas Carandell
El Mas Carandell és un edifici del municipi de Reus (Baix Camp) inclòs en l'Inventari del Patrimoni Arquitectònic de Catalunya.

## Descripció
És una edificació aïllada i envoltada de jardí arbrat. En un principi va ser un habitatge unifamiliar de planta rectangular, format per planta baixa i tres pisos. L'accés és a la façana est. Els extrems nord i sud són dos cossos de planta baixa i terrassa-galeria, a nivell del primer pis, coberta. La part central té un pis més enretirat de la façana principal. Hi ha obertures a la façana compostes ordenadament segons l'eix de simetria. Presenta galeries laterals amb arquera renaixentista i barana amb balustres. Els ampits de façana són massissos, amagant la coberta.
La façana principal presenta tres balcons al primer pis i finestres al segon. Hi ha un estucat simulant paredat i esgrafiats amb diversos motius als paraments superiors, que han estat restaurats. La distribució de l'interior és poc ordenada en contrast amb el volum exterior. Hi ha terrat per damunt del segon pis, a la façana principal, amb cobertes inclinades amb teula àrab ceràmica. Persianes de llibret i enrotllables de fusta.
S'ha rehabilitat l'interior per adequar-lo a l'ús actual. En una primera intervenció es va afegir una planta al cos principal, i posteriorment ha sofert diverses reformes (un ascensor per la mobilitat, augment de la superfície, substitució de la fusteria antiga...). A la part posterior de l'edifici hi ha l'aulari, que s'estén ocupant gairebé tota la longitud de l'illa que conformen els terrenys del mas. Allà hi han els tallers, les aules, els vestidors, l'administració i la direcció i els serveis complementaris, segons les necessitats de l'Institut Municipal de Formació.

## Història
La primera datació és de l'any 1816. Havia estat una hisenda important, el Mas de Bové o Bover, que portava el nom de la seva antiga propietària, Amàlia Bové. L'edifici encara és notable. Als anys quaranta era propietat de la família Carandell (d'aquí prové el canvi de nom) i posteriorment de propietat municipal.
El Barri Gaudí ocupa part de l'antiga finca i ara tot el sector és trasbalsat per edificacions. Mentre va ser propietat de la família Carandell s'hi celebraren diverses festes literàries i socials. Actualment és seu de l'Institut Municipal de Formació i Empresa, i el seu interior s'ha adaptat a les noves necessitats, amb afegits exteriors que permeten encara visualitzar l'antic mas.